# Lister Caldas
Lister Segundo da Silveira Caldas, ou somente Lister Caldas, (Teresina, 11 de agosto de 1921 – São Luís, 11 de maio de 2003) é um advogado e político brasileiro que foi deputado federal pelo Maranhão.

## Dados biográficos
Filho de Leônidas Soriano Caldas e Delite Elisa da Silveira Caldas. Advogado diplomado em 1944 pela Universidade Federal do Maranhão, foi oficial de gabinete do interventor Saturnino Bello. Aliado de Vitorino Freire, ingressou no PPB e foi eleito deputado estadual em 1947 sendo reeleito via PST em 1950.
Eleito deputado federal via PSD em 1954, 1958 e 1962, ingressou na ARENA quando o bipartidarismo foi outorgado pelo Regime Militar de 1964, mas não foi reeleito no pleito subsequente. Foi aposentado como procurador dos Feitos da Fazenda do estado em 1992.